# رولان دوما
رولان دوما (انگلیسی: Roland Dumas؛ زادهٔ ۲۳ اوت ۱۹۲۲ – درگذشتهٔ ۳ ژوئیه ۲۰۲۴) وکیل و سیاست‌مدار سوسیالیست فرانسوی بود. او دو دوره از دسامبر ۱۹۸۴ تا مارس ۱۹۸۶ و سپس از مه ۱۹۸۸ تا مارس ۱۹۹۳ وزیر امور خارجه فرانسه بود. دوما در ۲۳ اوت ۲۰۲۲، ۱۰۰ ساله شد.
رولان دوما در ۳ ژوئیه ۲۰۲۴، در سن ۱۰۱ سالگی در پاریس درگذشت.